# María Thelma Smáradóttir
María Thelma Smáradóttir (* 22. Januar 1993 in Island) ist eine isländische Schauspielerin.

## Leben und Karriere
María Thelma Smáradóttir wurde am 22. Januar 1993 in Island geboren. Sie studierte an der Kunstakademie Islands. Ihr Debüt gab sie 2012 in dem Film Svartur á leik. 2017 tauchte sie in der Serie Prisoners auf. Danach spielte sie 2018 in Arctic die Hauptrolle. Unter anderem spielte sie 2019 in den Theaterstück Welcome home mit. Außerdem war sie 2021 in Trapped – Gefangen in Island zu sehen.

## Filmografie (Auswahl)
Filme
- 2012: Svartur á leik
- 2018: Arctic

Serien
- 2017: Prisoners
- 2021: Hver Drap Friðrik Dór?
- 2021: Trapped – Gefangen in Island

## Theater
- 2017: Risaeðlurnar
- 2019: Welcome home